# آپاچی ۳۱۰ آرآر
آپاچی ۳۱۰ آرآر (به انگلیسی: TVS Apache RR 310) یک موتور اسپرت هندی با انجین ۳۱۲ سی‌سی تک سیلندر چهارزمانه و قدرت ۳۴ اسب بخار همراه با سیستم رادیاتوری و ترمزهای دیسکی که توسط کمپانی تی‌وی‌اس موتور در تاریخ ۶ دسامبر ۲۰۱۷ در هند راه اندازی شد.
این اولین موتورسیکلت تولیدی کاملاً مستقل شرکت تی‌وی‌اس است.
- این موتور سیکلت دارای چراغ‌های جلو دوگانه ال‌ای‌دی است.[۳][۴][۱]
- این موتورسیکلت یک کپی تمام عیار از ب‌ام‌و جی۳۱۰آر محسوب می‌شود.
- در آوریل ۲۰۲۵، شرکت تی‌وی‌اس این موتورسیکلت را عرضه کرد که دارای رینگ‌های آلیاژی هشت پره و موتور سازگار با OBD-2B (عیب‌یابی درونی) و رنگ آبی کاربونی جدید است.

## پرتاب بین‌المللی
در سپتامبر ۲۰۱۸، کمپانی تی‌وی‌اس این محصول را در نپال و دسامبر ۲۰۱۸ در پرو راه اندازی کرد.